# وفاة إدغار آلان بو
تُوفي الكاتب إدغار آلان بو في 7 تشرين الأول / أكتوبر 1849 ولا تزال وفاته محاطة بالغموض، سواء من حيث سبب الوفاة أو الملابسات التي أدت إليها. عُثر على بو في 3 تشرين الأول / أكتوبر وهو في حالة هذيان ومظهره مبعثر داخل حانة في بالتيمور، ماريلاند، وفي محاولة للحصول على المساعدة، تواصل مع محرر المجلات «جوزيف إي. سنودغراس»، الذي سارع بنقله إلى مستشفى كلية واشنطن الطبية ‏، حيث تلقى العلاج لما بدا أنه حالة تسمم بالكحول. لم يزره أحد خلال فترة مكوثه في المستشفى، ولم يُدلِ بأي معلومات عن كيفية وصوله إلى تلك الحالة. وبعد أربعة أيام، توفي بو عن عمر ناهز الأربعين عامًا، دون أن تتضح الملابسات الحقيقية التي سبقت وفاته.
تُستمد معظم المعلومات المتوفرة عن الأيام الأخيرة في حياة بو من طبيبه المعالج جون جوزيف موران، إلا أن مصداقية هذا الطبيب محل شك، نظرًا لتناقض رواياته وافتقارها للتوثيق الدقيق. بعد وفاته، دُفن بو في جنازة بسيطة أقيمت خلف قاعة ومقبرة ويستمينستر في مدينة بالتيمور، غير أن رفاته نُقلت في عام 1875 إلى قبر جديد نُصب عليه شاهد كبير، ويضم هذا النصب أيضًا رفات زوجته فرجينيا ووالدتها ماريا. لا تزال أسباب وفاته محل جدل، حيث طُرحت نظريات متعددة تشمل الإنتحار، والقتل، والكوليرا، ونقص سكر الدم، وداء الكلب، والزهري، والأنفلونزا، ورم في الدماغ، أو أنه كان ضحية «الحبس في القفص» (بالإنجليزية: cooping). أما فرضية أن يكون للكحول دور في وفاته، فهي موضع خلاف واسع، إذ يرى كثير من الباحثين أن الأدلة التي تربط وفاته بتناول الكحول غير كافية وغير مؤكدة.
بعد وفاة إدغار آلان بو، كتب روفوس ويلموث غريسولد نعيه تحت الاسم المستعار «لودفيغ». وكان غريسولد، الذي أصبح لاحقًا المسؤول الأدبي عن تركة بو، في الحقيقة خصمًا شخصيًا له، واستغل هذا الدور لنشر أول سيرة ذاتية كاملة عن بو، قدّمه فيها بصورة مشوهة تصفه بأنه منحرف، مدمن على الكحول والمخدرات، ومختل عقليًا. ويُعتقد أن جزءًا كبيرًا من الأدلة التي استخدمها غريسوولد لدعم هذه الصورة كانت ملفّقة، رغم أن العديد من أصدقاء بو سارعوا إلى إدانتها ورفضها. ومع ذلك، فإن هذا التصوير السلبي للكاتب كان له أثر دائم على صورته في الذاكرة التاريخية.

## التسلسل الزمني

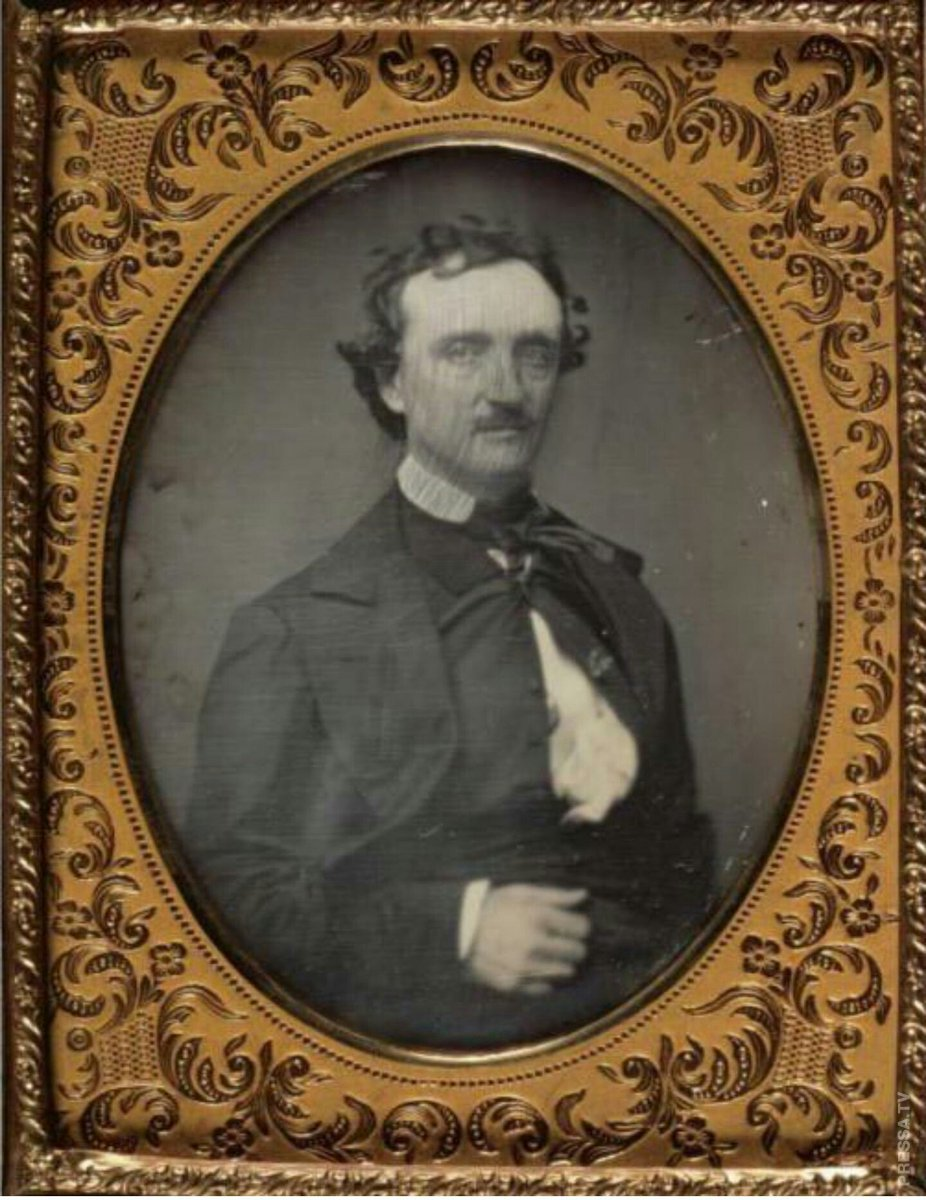
صورة بو من رسم ويليام أبوت برات من أيلول / سبتمبر 1849، قبل شهر من وفاته.

أقام إدغار آلان بو في مدينة ريتشموند، فرجينيا بين شهري يوليو وسبتمبر من عام 1849، حيث كان يستكشف إمكانية إطلاق مشروع لمجلة أدبية. وقد وصل إلى المدينة وهو لا يزال يعاني من آثار ما وصفه بأنه نوبة كوليرا صاحبتها هلوسات، وكان يؤكد بشدة أنه لم يكن يتعاطى الكحول في تلك الفترة. وخلال إقامته هناك، تعافى تدريجيًا، وبدأ في إلقاء محاضرات وقراءات أدبية لاقت استحسان الجمهور، ووفرت له دخلًا لتغطية نفقاته. في السابع والعشرين من سبتمبر، غادر بو ريتشموند قاصدًا منزله في مدينة نيويورك، بعد أن قرر الانتقال نهائيًا لتولّي وظيفة تحرير، وكان يخطط كذلك للزواج مجددًا.

لكن لا توجد أي معلومات موثوقة عن مكان وجوده بعد ذلك حتى الثالث من أكتوبر، عندما عُثر عليه في مدينة بالتيمور، وهو في حالة هذيان شديد داخل حانة تُعرف باسم «حانة رايان» (ويشار إليها أحيانًا باسم Gunner's Hall). وكان من عثر عليه هو عامل مطبعة يُدعى «جوزيف و. ووكر»، الذي بادر بإرسال رسالة عاجلة يطلب فيها المساعدة من «جوزيف إي. سنودغراس»، وهو أحد معارف بو. وفيما يلي نص رسالته:
سيدي العزيز - هناك رجل واهن الحال، في مركز الاقتراع التابع للحي الرابع من رايان، ويُعرف باسم إدغار أ. بو. يبدو عليه الإرهاق الشديد وسوء الحال، وقد أفاد بأنه على معرفة بسيادتكم. وإنني، إذ أنقل إليكم هذا، أؤكد أنه في حاجة ماسة إلى عون عاجل لا يحتمل التأخير.

 أكتب إليكم على عجل،

 جوزف و. ووكر
ادّعى سنودغراس لاحقًا أن الرسالة التي تلقاها من عامل المطبعة جوزيف ووكر بشأن حالة إدغار آلان بو ذكرت أن بو كان «في حالة تسمم كحولي» (بالإنجليزية: in a state of beastly intoxication).
يصف جوزيف إي. سنودغراس، الذي كان من أوائل من شاهدوا إدغار آلان بو بعد العثور عليه، مظهره الخارجي بأنه كان «منفِّرًا»، مشيرًا إلى أن شعره كان أشعثًا، ووجهه شاحبًا وغير مغسول، وعيناه «باهتتان وفارغتان من التعبير». كما أشار إلى أن ملابسه كانت في حالة يرثى لها، إذ ارتدى قميصًا متّسخًا، وحذاءين غير ملمّعين، وكانت ملابسه فضفاضة ولا تناسب مقاسه. من جانبه، قدّم الطبيب المعالج جون جوزيف موران وصفًا تفصيليًا آخر لهيئة بو في ذلك اليوم، فقال إنه كان يرتدي «معطفًا قديما باهت اللون من قماش بومبازين، وسروالًا مماثلًا، وحذاءين مهترئين من الكعب، وقبعة من القش قديمة». لم يكن بو في حالة عقلية مستقرة تسمح له بشرح كيفية وصوله إلى تلك الحالة، ويُعتقد على نطاق واسع أن الملابس التي كان يرتديها لم تكن ملكًا له، خصوصًا وأن ارتداء ملابس رثة لا يتماشى مع عاداته المعروفة.
تولّى الطبيب جون جوزيف موران رعاية إدغار آلان بو في مستشفى كلية واشنطن الواقع عند تقاطع شارعي برودواي وفاييت في مدينة بالتيمور. وخلال فترة مكوثه في المستشفى، مُنع بو من استقبال أي زوار، ووُضع في غرفة تُشبه الزنزانة، ذات نوافذ حديدية، تقع في قسم مخصّص لعلاج الأشخاص الذين يُفترض أنهم في حالة سُكر.
ذُكر أن إدغار آلان بو كان يردّد اسم «رينولدز» مرارًا في الليلة التي سبقت وفاته، إلا أن هوية الشخص الذي كان يقصده لم تُعرف بشكل مؤكد حتى اليوم. إحدى الفرضيات تشير إلى أنه ربما كان يتذكّر الصحفي والمستكشف «جيريمياه رينولدز»، الذي يُعتقد أنه ألهم بو في كتابة روايته «حكاية آرثر غوردن بيم من نانتاكيت». أما احتمال آخر، فيربط الاسم بـ«هنري رينولدز»، وهو أحد القضاة الذين أشرفوا على صناديق الاقتراع في الدائرة الرابعة في حانة رايان، وربما التقى بو في يوم الانتخابات. من جهة أخرى، يُحتمل أن بو لم يكن ينطق رينولدز بل كان يقصد اسم «هيرينغ»، إذ إن له قريبًا في بالتيمور يُدعى «هنري هيرينغ»، وهو خال زوجته. في شهاداته اللاحقة، لم يشر الطبيب جون جوزيف موران إلى اسم رينولدز، لكنه ذكر أن امرأة تُدعى «الآنسة هيرينغ» قد زارته، مما يدعم الاحتمال البديل. كما زعم موران أنه حاول رفع معنويات بو في إحدى اللحظات النادرة التي كان فيها يقظًا، وأخبره بأنه سيلتقي قريبًا بأصدقائه. إلا أن بو ردّ عليه –بحسب رواية موران– بالقول إن «أفضل ما يمكن أن يفعله صديقه هو أن يُفجّر دماغه بمسدس».
في حالته المضطربة خلال أيامه الأخيرة، أشار إدغار آلان بو إلى وجود زوجة له في ريتشموند، مما أثار جدلًا حول مقصده الحقيقي. فقد يكون في تلك اللحظة تحت تأثير الهذيان، معتقدًا أن زوجته المتوفاة، فرجينيا إليزا كليم بو، لا تزال على قيد الحياة، أو ربما كان يشير إلى «سارة إلميرا روستر»، حبيبته السابقة التي كان قد تقدّم لخطبتها مؤخرًا في ريتشموند. في خضم هذه الفوضى، لم يكن بو يعلم ما حدث لأمتعته الشخصية، التي تبيّن لاحقًا أنها تُركت في نُزل «سوان تافرن» بمدينة ريتشموند. أما بحسب رواية الطبيب المعالج جون جوزيف موران، فقد كانت الكلمات الأخيرة التي نطق بها بو قبل وفاته في 7 أكتوبر 1849: «يا رب، ساعد روحي المسكينة» (بالإنجليزية: Lord, help my poor soul).

### مصداقية موران
نظرًا لعدم وجود زائرين لإدغار آلان بو خلال أيامه الأخيرة، يُرجَّح أن الطبيب جون جوزيف موران كان الشخص الوحيد الذي شاهده في ساعاته الأخيرة. ومع ذلك، تعرّضت مصداقية موران لشكوك متكررة، بل عُدّت في كثير من الأحيان غير موثوقة على الإطلاق. فقد غيّر موران روايته لظروف وفاة بو في مناسبات متعددة على مر السنين، أثناء كتاباته ومحاضراته حول الموضوع. وادّعى، على سبيل المثال، في عامي 1875 و1885، أنه بادر فورًا إلى إبلاغ ماريا كليم، عمة بو وحماته، بخبر وفاته. إلا أنه كشفت الوثائق أنه لم يتواصل معها إلا بعد أن طلبت هي بنفسها معلومات في التاسع من نوفمبر، أي بعد أكثر من شهر من وفاته. وادّعى موران كذلك أن بو نطق بكلمات شاعريّة وهو يلفظ أنفاسه الأخيرة، قائلاً: «إن السموات المقوسة تحيط بي، وإن الله قد كتب قضاءه بخط ظاهر على جباه كل إنسان مخلوق، وإن الشياطين المتجسدة مصيرها الأمواج الهائجة لليأس الخاوي». وقد عقّب محرر صحيفة «نيويورك هيرالد» التي نشرت هذه الرواية بقوله: «لا يمكننا تخيّل أن بو، حتى لو كان في حالة هذيان، يستطيع أن يصوغ مثل هذه الجمل». وأرجع كاتب سيرة بو، ويليام بيتنر، هذا الادعاء إلى تقليد أدبي شائع في ذلك الوقت، يتمثل في اختلاق كلمات وداعية تقيّة لتخفيف وقع الفقد على ذوي المتوفى.
غيّر جون جوزيف موران في رواياته حتى في تواريخ الأحداث. فقد ادّعى في أوقات مختلفة أن إدغار آلان بو أُدخل إلى المستشفى في الثالث من أكتوبر عند الساعة الخامسة مساءً، أو في السادس من الشهر نفسه عند التاسعة صباحًا، أو حتى في السابع من أكتوبر – يوم وفاته – عند «الساعة العاشرة بعد الظهر». ولكل رواية من رواياته المنشورة، زعم موران أن لديه سجلات المستشفى كمرجع. غير أن البحث الذي أُجري بعد قرن من وفاته، تحديدًا عن شهادة وفاة رسمية في سجلات المستشفى، لم يُسفر عن العثور على شيء. وقد أرجع بعض النقاد تناقضات موران وأخطائه إلى ضعف الذاكرة، أو إلى رغبة بريئة في تضفي الطابع الرومانسي على القصة، أو حتى إلى علامات الشيخوخة. ففي الوقت الذي كتب فيه روايته الأخيرة ونشرها عام 1885، كان موران يبلغ من العمر 65 عامًا.

## سبب الوفاة

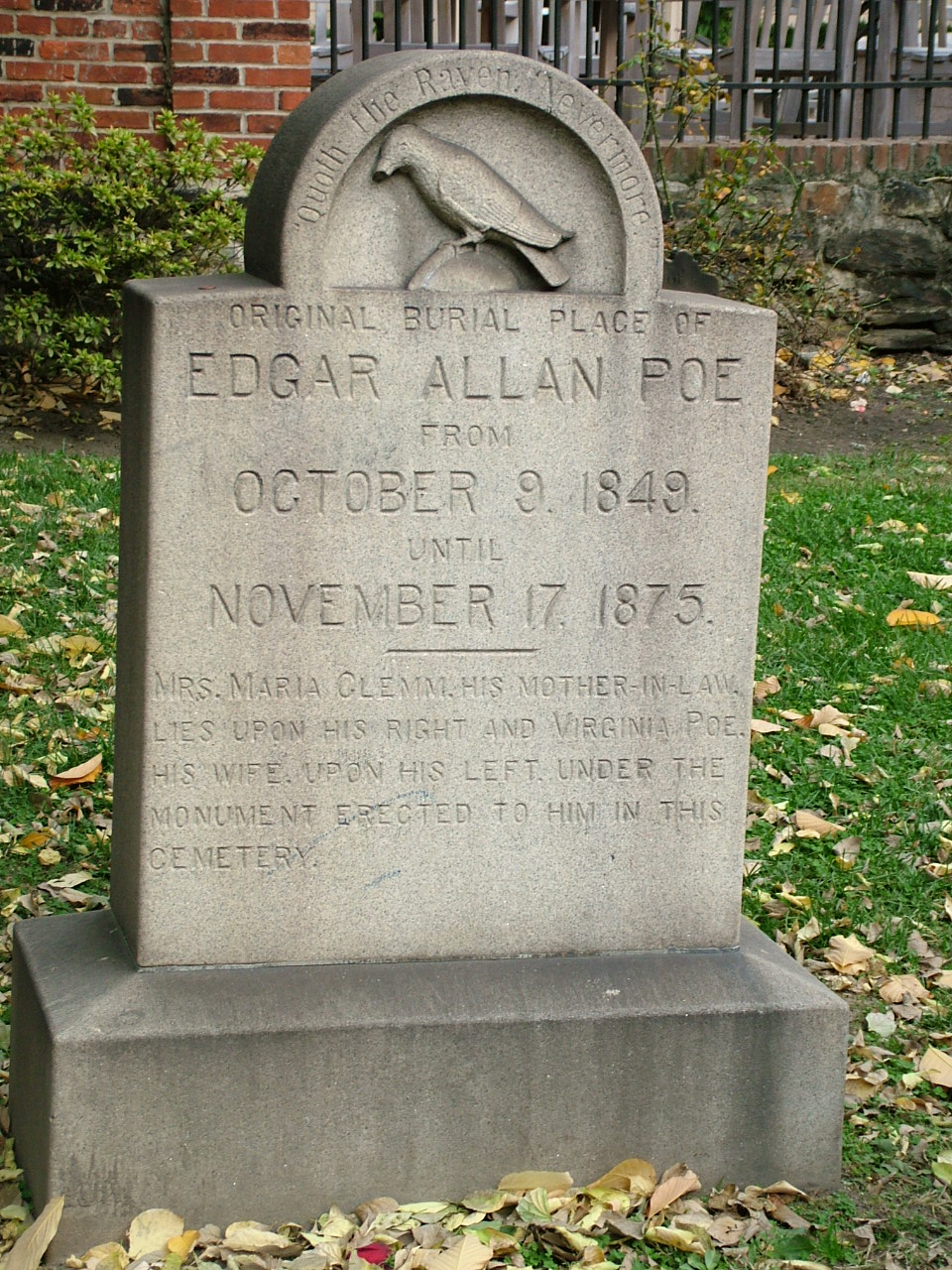
دُفِن بو في الأصل في الجزء الخلفي من قاعة وستمنستر دون شاهد القبر. يمثل هذا الحجر مكان خريطة المخطط الأصلي للدفن (خط العرض: 39.28972؛ الطول:-76.62333).

فُقدت جميع السجلات والوثائق الطبية المتعلقة بوفاة بو، بما في ذلك شهادة وفاته، إن كانت قد وُجدت أصلًا. ولا يزال السبب الدقيق لوفاته محل خلاف، مع وجود العديد من النظريات المطروحة. تناول عدد كبير من كُتّاب السيرة هذه المسألة وتوصلوا إلى استنتاجات متباينة، تراوحت بين تأكيد جيفري مايرز أن الوفاة كانت نتيجة انخفاض حاد في سكر الدم، إلى نظرية جون إفانجيليست والش القائلة إنها كانت «مؤامرة قتل مدبّرة». واقترح آخرون أن وفاة بو ربما كانت بسبب انتحار مرتبط بالاكتئاب. ففي عام 1848، كاد بو أن يفارق الحياة إثر جرعة زائدة من «اللُودانوم»، وهو مهدئ ومسكن للآلام كان متاحًا بسهولة في ذلك الوقت. ومع أن الدافع وراء تلك الحادثة غير واضح تمامًا، سواء أكانت محاولة انتحار فعلية أم مجرد تقدير خاطئ للجرعة، فإنها لم تكن السبب المباشر لوفاته بعد عام من ذلك الحادث. وفي عام 2020، قدّم تحليل نفسي للغته في أواخر حياته فرضية أنه كان يمرّ بنوبة اكتئاب حادة، وأن احتمال الانتحار لا يمكن استبعاده تمامًا. ومع ذلك، لاحظ الباحثون أن الدليل على وجود ميول انتحارية لم يكن ظاهرًا بوضوح وباستمرار في كتاباته المهنية، ما دفعهم إلى الاستنتاج بأن الاكتئاب ربما لعب دورًا في وفاته، لكن الانتحار بدا غير مرجح على الأرجح.
كان الدكتور سنودغراس مقتنعاً بأن بو توفي بسبب إدمانه على الكحول، وأسهم إلى حد كبير في نشر هذه الفكرة. دعم سنودغراس حركة الاعتدال المناهضة للكحول، ووجد في بو مثالًا مفيدًا لتوظيفه في خطاباته ومقالاته التي تحذر من أضرار المسكرات. ومع ذلك، أثبتت الدراسات اللاحقة أن كتابات سنودغراس حول هذه المسألة غير موثوقة. ناقض الطبيب جون جوزيف موران رواية سنودغراس في تقريره الصادر عام 1885، إذ أكد أن بو لم يمت تحت تأثير أي مسكر، وادعى أن «أنفاسه وجسده لم ينبعث منهما أدنى رائحة للكحول». ومع ذلك، نشرت بعض الصحف في ذلك الوقت أن سبب وفاة بو كان «احتقان الدماغ» أو «التهاب دماغي»، وهي تعبيرات ملطّفة كانت تُستخدم للإشارة إلى الوفيات الناتجة عن أسباب مشينة مثل إدمان الكحول. وفي دراسة نفسية لاحقة تناولت شخصية بو، اقترح أحد علماء النفس أنه ربما كان يعاني من حالة «ديبسو مانيا»، أي هوس الشراب وهي نوبات إدمان قهرية على الكحول.
تثير الصورة الشائعة عن إدغار آلان بو، بوصفه «مدمن كحول لا يستطيع السيطرة على نفسه»، جدلًا واسعًا بين الباحثين. فقد روى صديقه لفترة من الزمن، توماس ماين ريد، أن بو شاركه أحيانًا في «لهو صاخب»، لكنه أكّد في الوقت نفسه أن بو «لم يتجاوز أبدًا حدود المرح البريء الذي يشارك فيه الجميع». وأقرّ ريد بأن الكحول كان من نقاط ضعف بو، إلا أنه شدد على أن شربه لم يكن عادة مستمرة. ويرى بعض الباحثين أن بو كان شديد الحساسية للكحول إلى درجة أنه كان يسكر من كأس واحدة من النبيذ. كما تشير شهادات عدة إلى أنه لم يكن يشرب إلا في أصعب مراحل حياته، وكان يقضي أحيانًا شهورًا طويلة ممتنعًا عن الكحول. وأضفى انضمام بو إلى جمعية أبناء حركة الاعتدال في أواخر حياته مزيدًا من الشكوك على صحة اتهامه بالإدمان. فقد كتب ويليام غلين، المسؤول الذي تلقى تعهده بالامتناع عن الشرب، أن الجمعية لم تجد أي سبب يدعو للاعتقاد بأن بو قد نقض عهده أثناء إقامته في ريتشموند. كما ثبت أن الادعاءات القائلة بأن وفاته كانت بسبب جرعة زائدة من المخدرات لا أساس لها من الصحة، رغم أنها ما تزال تتكرر في بعض الروايات. وأكّد توماس دان إنجلش، الذي كان خصمًا لبو وطبيبًا أيضًا، أن بو لم يكن يتعاطى الأفيون. وقال: «لو كان بو مدمنًا على الأفيون عندما عرفته (قبل عام 1846)، لاكتشفتُ ذلك، كوني طبيبًا ورجل ملاحظة، خلال زياراته المتكررة إلى بيتي، وزياراتي إلى منزله، ولقاءاتنا الأخرى – لم أرَ أي علامة على ذلك، وأعتقد أن هذه التهمة افتراء محض لا أساس لها».
اقتُرحت عبر السنين أسباب عديدة ومختلفة لوفاة إدغار آلان بو، شملت أمراضًا نادرة في الدماغ، أو ورمًا دماغيًا، أو داء السكري، أو أنواعًا متعددة من نقص الإنزيمات، وكذلك الزهري، والسكتة الدماغية، والهذيان الارتعاشي، والصرع، والتهاب السحايا. كما فحصه الطبيب جون فرانسيس في أيار/مايو 1848، واعتقد أن بو مصاب بمرض في القلب، إلا أن بو أنكر ذلك لاحقًا. وأظهرت فحوص أُجريت عام 2006 على عينة من شعر بو أدلة تنفي احتمال إصابته بالتسمم بالرصاص أو الزئبق أو التعرض لأي معادن ثقيلة سامة مشابهة. كما طُرح الكوليرا كسبب محتمل أيضًا، إذ مرّ بو في فيلادلفيا في مطلع عام 1849، تزامنًا مع تفشي وباء الكوليرا في المدينة، وأصيب بالمرض خلال وجوده هناك. وقد كتب حينها رسالة إلى عمته ماريا كليم قال فيها إنه ربما «أُصيب بالكوليرا، أو بتشنجات وتقلصات شديدة السوء».
نظرًا لوجود بو في يوم الانتخابات، اقترح منذ عام 1872 فرضية تقول إنه كان ضحية لما يُعرف بــ«التجنيد القسري» أو «الحبس في القفص». وكان هذا أسلوبًا احتياليًا شائعًا في تزوير الانتخابات، حيث تختطف عصابات انتخابية محلية أشخاصًا من الشارع وتحبسهم في غرفة صغيرة تُسمى «الحظيرة» أو «الكوب»، ثم تُرغمهم تحت تأثير المخدرات أو الكحول، أو عن طريق الضرب، على التصويت لصالح حزب معين في مراكز اقتراع متعددة. كانت هذه العصابات تغيّر ملابس الضحية وتضع له تنكّرات مثل شعر مستعار أو لحى وشارب مزيفين لخداع موظفي الانتخابات وتمكينه من التصويت أكثر من مرة. وتُعتبر هذه النظرية تفسيرًا معقولًا للحالة الرثة والملابس المتسخة والمبعثرة التي كان يرتديها بو عند العثور عليه. وقد أصبحت فرضية «الحبس في القفص» التفسير الأكثر شيوعًا لوفاة بو في معظم سيره الذاتية على مدى عقود، رغم مكانة بو البارزة في بالتيمور وشهرته جعلتا من الصعب على العصابات أن تخدع موظفي الانتخابات باستخدامه للتصويت مرارًا، لأنهم كانوا سيلاحظون أنه نفس الشخص. 
اقترح طبيب القلب مايكل بنيتز، في تحليل نُشر عام 1996 في المجلة الطبية لولاية ماريلاند، أن وفاة إدغار آلان بو كانت على الأرجح نتيجة إصابته بداء الكلب، الذي ربما انتقل إليه من أحد حيواناته الأليفة. واستند بنيتز في تحليله إلى عدة علامات ظهرت على بو خلال أيامه الأخيرة، أبرزها حالة الهذيان التي عانى منها وصعوبة شرب الماء أثناء وجوده في المستشفى، وهي ما يُعرف طبيًا باسم «رُهاب الماء» أو hydrophobia، وهو عرض شائع لدى المصابين بداء الكلب. وأشار بنيتز أيضًا إلى أن الفيروس المسبب للمرض قد يبقى كامنًا لدى المريض حتى سنة كاملة قبل ظهور الأعراض، ما يجعل هذه الفرضية ممكنة من الناحية الطبية.

## الجنازة
عقدت الجنازة في يوم الاثنين تاريخ 8 آب / أكتوبر 1849 في الساعة 4 مساءً وكانت جنازة بسيطة. قليل من الناس حضروا. قدم هنري هيرنج عم بو نعشاً ماهوغونياً بسيطاً، وقام نيلسون بو ابن عمه بتزويده بعربة الموتى. زوجة موران صنعت كفنه. ترأس الجنازة القس جورج كليم، وهو ابن عم زوجة بو في فرجينيا. كما حضر الحفل سنودغراس، ومحامي بالتيمور وزميله السابق في جامعة فرجينيا زاكوس كولينز لي، وابنة عم بو إليزابيث هيرنج وزوجها، ومدير المدرسة السابق جوزيف كلارك. استغرقت الجنازة بأكملها ثلاث دقائق فقط في الطقس البارد والرطب. قرر القس كليم عدم الاهتمام بالخطبة لأن الحشد كان صغيراً للغاية. كتب سيكستون جورج دبليو سبنس عن الطقس: «كان يوماً مظلماً وكئيباِ، لم تمطر، لكن كان الجو بارد ومتوعد نوعاً ما.» دُفن بو في تابوت رخيص يفتقر إلى المقابض، ولوحة، وبطانة من القماش أو وسادة لرأسه.
تلقى بو جنازة ثانية في 10 آب / أكتوبر 2009 في بالتيمور. صور فيها الممثلون الجنازة لبو ومعاصري بو وغيرهم من الكتاب والفنانين الذين ماتوا منذ فترة طويلة. قام كل منهم بقراءة كلمات التأبين المقتبسة من كتاباتهم عن بو. وشملت الجنازة نسخة طبق الأصل من نعش بو وجثة من الشمع.

## الدفن وإعادة الدفن

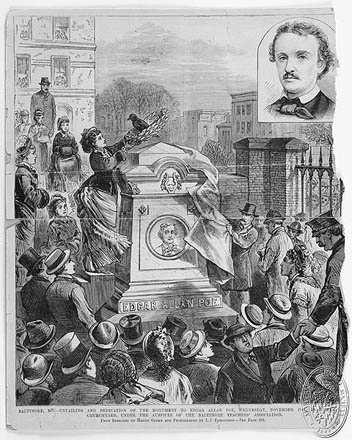
في 17 تشرين الثاني / نوفمبر 1875، أُعيد دفن بو بنصب تذكاري جديد. كما بقيت بقايا زوجته فرجينيا وحماتها ماريا.

تم دفن بو على أساس قاعة وستمنستر، وهي الآن جزء من كلية الحقوق بجامعة ماريلاند في بالتيمور. لكن حتى بعد وفاته خُلِق الجدل والغموض.
تم دفن بو في الأصل دون شاهد القبر في الزاوية الخلفية من فناء الكنيسة بالقرب من جده، ديفيد بو الأب. تم تدمير شاهد القبر المصنوع من الرخام الإيطالي الأبيض والذي دفعه نيلسون بو قبل أن يصل إلى القبر وتم الاحتفاظ به في ساحة النصب، وبدلاً من ذلك تم وضع علامة عليها من الحجر الرملي كتب عليها «رقم 80». زار الشاعر الجنوبي بول هاميلتون هاين في عام 1873 مقبرة بو ونشر مقالاً في إحدى الصحف وصف فيها حالة بو السيئة واقترح وضع نصباً تذكارياً أكثر ملاءمة. استفادت سارا سيغورني رايس من الاهتمام المتجدد في موقع قبر بو وطالبت شخصياً بالحصول على أموال من هذا الأمر. كان لديها بعض الطلاب يمتلكون فن الخطابة، فكانوا يقومون بإعطاء فعاليات عامة لجمع الأموال. ساهم الكثيرون بالنقود في بالتيمور وفي جميع أنحاء الولايات المتحدة؛ وجاء المبلغ النهائي البالغ 650 دولارًا من فاعل الخير جورج ويليام تشايلدز. تم تصميم النصب الجديد من قبل المهندس المعماري جورج فريدريك وبناه العقيد هيو سيسون، وشملت ميدالية لبو من الفنان أدلبرت فولك. الرجال الثلاثة كانوا من بالتيمور. بلغت التكلفة الإجمالية للنصب التذكاري مع الميدالية، أكثر من 1500 دولار بشيء قليل. (31,600 دولار في عام 2014 دولار)
تم دفن بو في الأول من آب / أكتوبر عام 1875 في موقع جديد قريب من واجهة الكنيسة. أُقيم احتفال بتكريم المقبرة الجديدة في 17 تشرين الثاني / نوفمبر. تم وضع علامة على مكان دفنه الأصلي بحجر كبير تبرع به أورين باينتر، على الرغم من أنه تم وضعه في الأصل في المكان الخطأ. كان من بين الحضور نيلسون بو، الذي ألقى خطاباً ووصف به ابن عمه بأنه «واحد من أفضل الرجال المخلصين الذين عاشوا على الإطلاق»، وكذلك سنودغراس، وناثان س. بروكس وجون هيل هيويت. على الرغم من دعوة العديد من الشعراء البارزين للحضور، إلا أن والت ويتمان كان الوحيد الذي حضر. ساهم ألفريد تنيسون في قصيدة قرأها في الحفل.
لم يكن معروفاً لدى الطاقم الذي أعاد دفن بو، بأن شواهد القبور قد تحولت على جميع القبور، كانت الشواهد تواجه الشرق في السابق ولكن في عام 1864 أصبحت مواجهة للبوابة الغربية. واجه الطاقم الذي حفر بقايا بو صعوبة في العثور على الجثة المناسبة: قاموا أولاً باستخراج ميليشيا مريلاند ميليتيمان، وهو فيليب موشر، الابن. عندما قاموا بتحديد موقع بو بشكل صحيح، فتحوا تابوته ولاحظ أحد الشهود:«كانت الجمجمة في حالة ممتازة - كان من السهل تمييز شكل الجبين، أحد ملامح بو الرائعة.»
تم نقل رفات فرجينيا زوجة بو بعد بضعة سنوات إلى هذا المكان أيضًا. تم تدمير المقبرة التي كانت ترقد فيها في عام 1875، ولم يكن لديها أقرباء للمطالبة برفاتها. قام وليام جيل بجمع عظامها وتخزينها في صندوق كان يختبئ تحت فراشه، وتم دفن رفات فرجينيا أخيراً مع زوجها في 19 كانون الثاني / يناير 1885، في الذكرى 76 لميلاد زوجها وبعد عشر سنوات تقريباً من دفنه في نصبه الحالي. سبنس، الرجل الذي حفر الأرض أثناء دفن بو الأصلي وكذلك إخرجه وأعاد دفنه، حضر الطقوس التي جعلت جسده يستريح مع فرجينيا ووالدتها ماريا كليم.

## اغتيال الشخصية بعد وفاتها

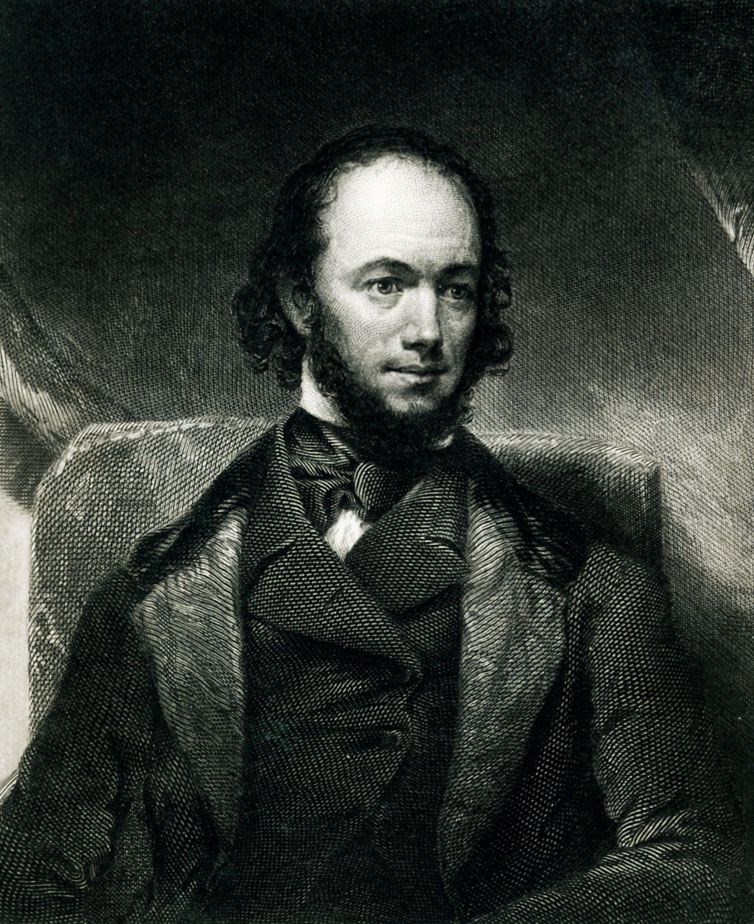
روفوس ويلموت جريسوولد، المنفذ الأدبي لبو، كتب نعي بو الأكثر شهرة وكذلك أول سيرة ذاتية كاملة له.

في 9 آب / أكتوبر، يوم دفن بو، ظهر نعي له في صحيفة نيويورك تريبيون. موقع عليها فقط «لودفيغ»، تناوب النعي بامتياز بين الإشادة بقدرات المؤلف الميت وبلاغته وتوبيخ مزاجه وطموحه. قال «لودفيج» أن «الفن الأدبي فقد أحد أكثر نجومه تألقاً، لكنه غريب الأطوار» وادعى أيضًا أن بو اشتهر بالسير في الشوارع بحالة الهذيان ويتمتم أنه كان متعجرفاً بشكل مفرط، وافترض أن جميع الرجال كانوا أشرار، وكان سريع الغضب. تم الكشف عن «لودفيغ» لاحقًا على أنه روفوس ويلموت جريسوولد، وهو زميل سابق ومعروف لبو. على الرغم من أن بو كان لا يزال حياً، إلا أن جريسوولد شارك في اغتيال الشخصية. الكثير من الأوصاف التي وصفها في النعي تم رفعها حرفياً تقريباً عن صورة شخصية فرانسيس فيفيان الوهمية الموجودة في رواية ذا كاكستونز (بالإنجليزية: The Caxtons) التي كتبها إدوارد بولوير ليتون. سرعان ما أصبح النعي هو التوصيف القياسي لإدغار آلان بو.
ادعى جريسوولد أيضًا أن بو طلب منه أن يكون منفذه الأدبي. عمل وكيلاً للعديد من المؤلفين الأمريكيين، ولكن ليس من الواضح ما إذا كان بو قد عينه ليكون المنفذ أو ما إذا كان جريسوولد أصبح منفذاً من خلال خدعة أو خطأ من قبل عمة بو وحماته ماريا. قدم جريسوولد في عام 1850 بالتعاون مع جيمس راسل لويل وناثانيال باركر ويليس مجموعة من أعمال بو التي تضمنت مقالاً عن سيرته الذاتية بعنوان «مذكرات المؤلف»، والذي صُوِر فيها بو على أنه رجل مجنون منحرف ومخمور. كان يُعتقد أن أجزاء كثيرة منها ملفقة بواسطة جريسوولد، وقد ندد بها أولئك الذين عرفوا بو، بمن فيهم سارة هيلين ويتمان، وتشارلز فريدريك بريغز، وجورج ريكس جراهام. أصبحت السيرة الذاتية مقبولة على المستوى الشعبي، ويعزى ذلك جزئياً إلى أنها كانت السيرة الكاملة الوحيدة المتاحة وأُعيد طباعتها على نطاق واسع. كما بقيت السيرة شائعة لأن العديد من القراء افترضوا أن بو كان مشابهاً لشخصياته الخيالية التي كان يكتبها أو أنه كان يشعر بسعادة غامرة لفكرة قراءة أعمال شخصية «شريرة».
ظهرت سيرة أكثر دقة لبو في عام 1875 كتبها جون هنري انغرام، ومع ذلك واصل المؤرخون استخدام تصوير جريسوولد كنموذج للسيرة الذاتية الخاصة لبو، بما في ذلك الكاتب دافنبورت في عام 1880، وتوماس سليسر في عام 1909، وأغسطس هوبكينز سترونج في عام 1916. استخدم الكثيرون بو كقصة تحذيرية ضد الكحول والمخدرات. قدم آرثر هوبسون كوين في عام 1941 أدلة على أن جريسوولد قام بتزوير وإعادة كتابة عدد من رسائل بو التي تم تضمينها في «مذكرات المؤلف»، لكن بحلول ذلك الوقت كان تصوير جريسوولد لبو راسخاً في ذهن الجمهور، سواء في أمريكا أو في جميع أنحاء العالم، وأصبحت هذه الصورة المشوهة للمؤلف جزءًا من أسطورة بو على الرغم من محاولات تبديدها.